# 糠平山
糠平山（ぬかびらやま）は、北海道の沙流郡日高町と沙流郡平取町の2町にまたがる標高1,349.6mの山である。山頂には一等三角点「糠平山」が設置されている。

## 概要
日高山脈を構成する北日高の山で、北に伸びるなだらかな尾根を持った大きな山体が特徴的であり、北へは雁皮山・幌内丸山・北日高岳、西は岩内岳・シキシャナイ岳・弓部山が連なる。
山名はアイヌ語の「ノカビラ（形のある崖）」が由来であるとされる。

## 登山
登山道がないため残雪期に登られることが多い。三岩林道から歩いて山頂へ至るが、糠平山のみよりも雁皮山も一緒に登る人が多く、中には岩内岳・シキシャナイ岳にも登る人もいる。